# Louis Armstrong Plays W.C. Handy
Louis Armstrong Plays W. C. Handy è un album discografico di Louis Armstrong and His All Stars pubblicato dall'etichetta Columbia Records nel 1954.

## Descrizione
Nel 1986 la Columbia ristampò l'album in formato compact disc con versioni alternative al posto di molte delle incisioni originali, ma restaurò la versione originale del 1954 con una seconda ristampa nel 1997, con l'aggiunta di materiale extra come una breve intervista del produttore George Avakian con W. C. Handy, una barzelletta raccontata da Armstrong e svariate incisioni alternative.

## Tracce
1. St. Louis Blues – 8:50 (Handy)
2. Yellow Dog Blue – 4:16 (Handy)
3. Loveless Love – 4:28 (Handy)
4. Aunt Hagar's Blues – 4:57 (Brymn, Handy)
5. From The Bowlin' Green – 5:08 (Handy, Smith)
6. The Memphis Blues (or Mister Crump) – 2:59 (Handy, Norton)
7. Beale Street Blues – 4:56 (Handy)
8. Ole Miss Blues – 3:25 (Handy)
9. Chantez Les Bas (Sing 'Em Low) – 4:48 (Handy)
10. Hesitating Blues – 5:20 (Handy)
11. Atlanta Blues (Make Me One Pallet on Your Floor) – 4:33 (Elman, Handy)

### 1997 CD bonus tracks
1. George Avakian's Interview with W. C. Handy - 2:44
2. Loveless Love [Rehearsal Sequence] (Handy) - 5:55
3. Hesitating Blues [Rehearsal Sequence] (Handy) - 5:38
4. Alligator Story - 0:47
5. Long Gone (From The Bowlin' Green) [Rehearsal Sequence] (Handy, Smith) - 7:53

## Formazione
- Louis Armstrong – tromba, voce
- Barney Bigard – clarinetto
- Barrett Deems – batteria
- Billy Kyle – pianoforte
- Velma Middleton – voce
- Arvell Shaw – contrabbasso
- Trummy Young – trombone